# DEMOS (CSN)
DEMOS is een muziekalbum van Crosby, Stills & Nash. In het nummer Music is love is ook het wisselende vierde groepslid Neil Young te horen. Het album bevat een aantal demoversies van songs die de bandleden alleen of in groepsverband tussen 1968 en 1971 opnamen.
Dit album zelf werd in 2009 op de markt gebracht door Rhino, die voor Atlantic Records de verzamelalbums uitbrengt. Het album bereikte nummer 104 in de Amerikaanse Billboard 200.

## Nummers
Hieronder een overzicht van de nummers op de cd. Er is ook een elpeeversie die verloopt van A1 t/m A6 en B1 t/m B6. Hierop is de volgorde nagenoeg hetzelfde, met als verschil dat Long time gone naar voren gehaald is en de B-kant opent.
| Nr. | Titel                                                     | Schrijver(s)                            | Duur |
| --- | --------------------------------------------------------- | --------------------------------------- | ---- |
| 1.  | Marrakesh Express (uitgevoerd door Crosby, Stills & Nash) | Graham Nash                             | 2:23 |
| 2.  | Almost cut my hair (uitgevoerd door Crosby)               | David Crosby                            | 5:26 |
| 3.  | You don't have to cry (uitgevoerd door Stills)            | Stephen Stills                          | 1:23 |
| 4.  | Déjà vu (uitgevoerd door Crosby)                          | David Crosby                            | 6:37 |
| 5.  | Sleep song (uitgevoerd door Nash)                         | Graham Nash                             | 3:01 |
| 6.  | My love is a gentle thing (uitgevoerd door Stills)        | Stephen Stills                          | 2:06 |
| 7.  | Be yourself (uitgevoerd door Nash)                        | Graham Nash                             | 2:58 |
| 8.  | Music is love (uitgevoerd door Crosby, Nash & Young)      | David Crosby, Graham Nash en Neil Young | 4:15 |
| 9.  | Singing call (uitgevoerd door Stills)                     | Stephen Stills                          | 3:02 |
| 10. | Long time gone (uitgevoerd door Crosby & Stills)          | David Crosby                            | 4:36 |
| 11. | Chicago (uitgevoerd door Nash)                            | Graham Nash                             | 2:52 |
| 12. | Love the one you're with (uitgevoerd door Stills)         | Stephen Stills                          | 3:13 |

David Crosby · Stephen Stills · Graham Nash · Neil Young